# Piedade de Caratinga
Piedade de Caratinga es un municipio del estado de Minas Gerais en la región sureste de Brasil.

## Geografía
Piedade de Caratinga se encuentra a una altitud de 800 metros, tiene un clima fresco y templado. Cuenta con servicios como: distribución de agua, recolección de aguas residuales, distribución de energía eléctrica y recolección de basura en todo el municipio.

## Economía
El producto interno bruto - PIB - de Piedade de Caratinga se basa la mitad en el café y la horticultura y la otra mitad en la prestación de distintos servicios.